# Соко Мадернаса (Кунео)
Соко Мадернаса је насеље у Италији у округу Кунео, региону Пијемонт.
Према процени из 2011. у насељу је живело 80 становника. Насеље се налази на надморској висини од 279 м.